# میشل وولف
میشل وولف (انگلیسی: Michelle Wolf؛ زادهٔ ۲۱ ژوئن ۱۹۸۵) نویسنده و کمدین اهل ایالات متحده آمریکا است.